# Tom Beissel
Tom Beissel (Nijmegen, 10 mei 1994) is een Nederlands voormalig voetballer die doorgaans speelde als rechtsback. Tussen 2014 en 2021 was hij actief voor Telstar, De Treffers, Blauw Geel '38 en OJC Rosmalen.

## Clubcarrière
Beissel werd in 2006 als jeugdspeler van Sportclub N.E.C. opgenomen in de opleiding van profclub Vitesse. In 2014 werd bekendgemaakt dat zijn aflopende verbintenis niet verlengd zou worden. Hij was in mei op stage bij NAC Breda, maar dat liep nergens op uit. Hierop werd de transfervrije verdediger samen met teamgenoot Roy Talsma overgenomen door Telstar. Op 11 augustus debuteerde de aanvaller. Op die dag verloor Telstar met 3–0 op bezoek bij Jong Ajax en Beissel viel in de tweede helft in voor Anthony Correia. Tijdens zijn tweede wedstrijd voor Telstar, thuis tegen Roda JC Kerkrade (1–2) kreeg hij zijn eerste basisplaats van coach Michel Vonk.
In de zomer van 2017, na twee seizoenen met weinig speeltijd, verkaste de verdediger naar De Treffers. In 2018 ging hij naar Blauw Geel '38. Bij deze club speelde Beissel twee seizoenen, voor OJC Rosmalen hem overnam. Hier vertrok hij een jaar later.

## Clubstatistieken
| Seizoen | Club    | Competitie     | Competitie | Competitie | Beker | Beker | Internationaal | Internationaal | Totaal | Totaal |
| Seizoen | Club    | Competitie     | Wed.       | Dlp.       | Wed.  | Dlp.  | Wed.           | Dlp.           | Wed.   | Dlp.   |
| ------- | ------- | -------------- | ---------- | ---------- | ----- | ----- | -------------- | -------------- | ------ | ------ |
| 2014/15 | Telstar | Eerste divisie | 24         | 0          | 1     | 0     | —              | —              | 25     | 0      |
| 2015/16 | Telstar | Eerste divisie | 1          | 0          | 1     | 0     | —              | —              | 2      | 0      |
| 2016/17 | Telstar | Eerste divisie | 3          | 0          | 0     | 0     | —              | —              | 3      | 0      |
| Totaal  | Totaal  | Totaal         | 28         | 0          | 2     | 0     | 0              | 0              | 30     | 0      |